# Itaharwa
Itaharwa (nep. इटहर्वा) – gaun wikas samiti w środkowej części Nepalu w strefie Dźanakpur w dystrykcie Dhanusa. Według nepalskiego spisu powszechnego z 2011 roku liczył on 838 gospodarstw domowych i 5001 mieszkańców (2505 kobiet i 2496 mężczyzn).